# Кочни (Удмуртия)
Кочни — деревня в Шарканском районе Удмуртской республики.

## География
Находится в центральной части Удмуртии на расстоянии приблизительно 25 км на северо-восток по прямой от районного центра села Шаркан.

## История
Известна с 1873 года как починок Кочни (Кочневской) с 16 дворами, первопоселенцы были из села Тойкино. В 1893 году учтен был 31 двор, в 1905 — 31, в 1924 (уже деревня Кочни) — 37. До 2021 года входила в состав Бородулинского сельского поселения.

## Население
Постоянное население составляло 86 человек (1873 год), 165 (1893, русские), 216 (1905), 141 (1924), 44 человека в 2002 году (русские 80 %), 38 в 2012.